# Panon, Sarthe

Panon este o comună în departamentul Sarthe, Franța. În 2009 avea o populație de 36 de locuitori.